# Pearl River (Lake Borgne)
Der Pearl River ist ein Fluss in den US-amerikanischen Bundesstaaten Mississippi und Louisiana.

## Geographie
Der Fluss entsteht im Winston County, Mississippi am Zusammenfluss von Nanawaya und Tallahaga Creek. Er hat eine Länge von 781 Kilometern. Sein Einzugsgebiet umfasst 23 Countys in Mississippi und drei Parishes in Louisiana. Die wichtigsten Nebenflüsse sind Yockanookany River und Strong River. Nordöstlich von Jackson (Mississippi) wird durch einen Staudamm das Ross Barnett Reservoir aufgestaut.

## Städte am Pearl River
Der Pearl River fließt durch die folgenden Städte oder in der Nähe an ihnen vorbei (von Norden nach Süden):
- Philadelphia, Mississippi
- Pearl River, Mississippi
- Carthage, Mississippi
- Jackson, Mississippi
- Flowood, Mississippi
- Pearl, Mississippi
- Georgetown, Mississippi
- Rockport, Mississippi
- Monticello, Mississippi
- Columbia, Mississippi
- Bogalusa, Louisiana
- Picayune, Mississippi
- Pearl River, Louisiana

## Schifffahrt auf dem Pearl River
Westlich von Picayune, etwa 80 km oberhalb der Mündung, teilt sich der Fluss. Der East Pearl River entleert sich in den Lake Borgne, wo der ausgebaggerte Pearl River Channel sich mit dem Gulf Intracoastal Waterway trifft. Das Wasser strömt dann ostwärts an Grand Island vorbei durch den St. Joe Pass hindurch in den Mississippi Sound. Der West Pearl River hingegen mündet in die Rigolets und somit schließlich ebenfalls in den Lake Borgne. Schließlich erreicht das Wasser der Golf von Mexiko.
Der Pearl River bildet auf 187 Kilometer seines Unterlaufes die Grenze zwischen Mississippi und Louisiana.
Das United States Army Corps of Engineers hat im Einzugsgebiet des Flusses drei wesentliche Projekte zur Erleichterung der Navigation durchgeführt. 1880 genehmigte der Kongress der Vereinigten Staaten eine 1,5 m tiefe Fahrrinne am West Pearl River zwischen Jackson und den Rigolets. Dieses Projekt wurde 1922 nicht mehr fortgeführt. Von 1910 an wurde ein Kanal von der Mündung des East Pearl River in den Lake Borgne ausgebaggert. Dieses Projekt wird auf unregelmäßiger Basis fortgeführt. Es hat den Fluss zwischen Bogalusa und der Mündung des West Pearl River navigierbar gemacht. Bestandteil dieses Projektes sind drei Schleusen. Das Corps of Engineers verfolgt dieses Projekt seit den 1970er Jahren nur noch als Erhaltungsmaßnahme, weil der kommerzielle Verkehr rückläufig ist.
In den 1950er Jahren wurden Unterwasserschwellen aus Beton gebaut, um den Wasserstand der Fahrrinne stabil zu halten. Diese Schwellen haben die Fischwanderung von Hechten und anderen Wanderfischen verhindert. Eine 2003 erbaute Fischtreppe aus Steinen unterstützt diese Arten bei der Wanderung zum Oberlauf des Flusses. Umweltschutzgruppen haben weitere Maßnahmen gefordert.

## Hurrikan Katrina
Hurrikan Katrina verursachte im August 2005 umfangreiche Schäden am Lauf des Pearl Rivers. Ablagerungen und entwurzelte Baume, darunter Echte Sumpfzypressen und Virginia-Eichen blockierten die Mündung des West Pearl Rivers und andere Abschnitte des Flusses, sodass die Schifffahrt behindert und die Strömung umgeleitet wurde. Das Louisiana Department of Wildlife & Fisheries und andere Behörden ließen mehr als 27.000 Kubikmeter Bruchholz und anderer Trümmer aus dem Flussbett entfernen.

## Kultur
Die Country-Musik-Band Pearl River hat sich nach dem Fluss benannt.